# 印度通讯
印度的通讯业，主要分为移动电话通讯和固定电话通讯，以及网络通讯。其中，两个大型的国有电信运营商，BSNL和MTNL垄断着印度的固网通讯。为了平均分配，印度政府电信管理部门，将全国划分成两个运营区域，MTNL在德里和孟买两个大城市垄断运营，而BSNL在两个大城市以外的所有地区运营。
而移动运营领域，近年来增长飞快，政府也逐渐放开了市场竞争。国有运营商BSNL拥有GSM和CDMA两张移动运营网络，每年的投资数以亿计（卢比）。Bharti电信（服务品牌Airtel）是最大的国有移动运营商。同时也拥有众多的私有移动 运营商，如TATA电信（隶属于塔塔集团，后者是世界500强之一），Reliance电信（隶属于Reliance集团，后者是世界500强之一），和記黃埔（总部在香港），BPL，Spice，等十几家。
印度是世界上最大的移动通讯市场之一，仅次于中国。同时也是移动通讯资费最低的国家，实行单向收费，市内通话费用低于1个卢比。由于国际长途垄断，用固定电话打国际长途的费用是移动电话的几倍。同样的资费情况也发生在市内通话上。